# Jonathan Devlin
Jonathan Devlin (conocido como Jonno Devlin; Springs, Sudáfrica, 17 de marzo de 1976) es un deportista británico-irlandés que compitió en remo. Ganó una medalla de bronce en el Campeonato Mundial de Remo de 2003, en la prueba de ocho con timonel.

## Palmarés internacional
| Representando al Reino Unido |                |                   |                  |
| Campeonato Mundial           |                |                   |                  |
| Año                          | Lugar          | Medalla           | Prueba           |
| 2003                         | Milán (Italia) | Medalla de bronce | Ocho con timonel |